# Aeroflot-Flug 9
Der Aeroflot-Flug 9 (Flugnummer: SU9, Funkrufzeichen: AEROFLOT 9) war ein sowjetischer Inlandslinienflug der Aeroflot von Irkutsk nach Tschita. Am 14. Oktober 1953 verunfallte auf diesem Flug eine Iljuschin Il-12P unmittelbar nach dem Start vom Flughafen Irkutsk. Bei dem Unfall wurden vier der 28 Insassen an Bord der Maschine getötet.

## Maschine
Die Maschine war eine 1949 im Moskauer Werk Nr. 30 „Snamja Truda“ gebaute Iljuschin Il-12P mit der Werknummer 93013217, die mit dem Luftfahrzeugkennzeichen CCCP-Л1727 (SSSR-L1727) an die Aeroflot ausgeliefert wurde. Das zweimotorige Kurzstreckenflugzeug war mit zwei 14-Zylinder-Sternmotoren ASch-82FNW mit je 1.361 kW (1.850 PS) Leistung ausgestattet. Bis zum Zeitpunkt des Unfalls hatte die Maschine eine Gesamtbetriebsleistung von 3.429 Betriebsstunden absolviert.

## Passagiere und Besatzung
Den Flug auf dem Flugabschnitt von Irkutsk nach Tschita hatten 22 Passagiere angetreten, darunter vier Kinder. Es befand sich eine sechsköpfige Besatzung an Bord der Maschine, welche die in Moskau gestartete Besatzung ablöste. Der Start wurde um 0:40 Uhr nachts (19:40 Uhr Moskauer Zeit) durchgeführt.

## Wetter
Es herrschten klare Wetterverhältnisse mit Sichtweiten bis 15 Kilometer bei mondloser Nacht.

## Unfallhergang
Etwa 50 bis 60 Sekunden nach dem Start und beim Erreichen einer Flughöhe von etwa 100 bis 120 Metern meldete der Flugkapitän per Funk: „Что там у вас? – вижу встречный самолет!“ („Was ist das da? Ich sehe ein entgegenkommendes Flugzeug!“). Der Fluglotse fragte noch „Где видите встречный самолет?“ („Wo sehen Sie das entgegenkommende Flugzeug?“), erhielt jedoch keine Antwort mehr. Der Flugkapitän flog im nächsten Augenblick eine scharfe Rechtskurve, bei der er die Kontrolle über die Maschine verlor. Die Maschine rollte nach rechts und stürzte 2,5 Kilometer hinter der Startbahn und 500 Meter rechts von der Anfluggrundlinie zu Boden.

## Opfer
Der Flugkapitän, der Erste Offizier, der Flugmechaniker und der Navigator wurden getötet, die Flugbegleiterin und zwei Passagiere wurden schwer verletzt, sieben Passagiere blieben unverletzt, die übrigen Passagiere und der Funker wurden leicht verletzt.

## Ursache
Bei der Unfalluntersuchung stellte sich heraus, dass sich zum Unfallzeitpunkt kein anderes Flugzeug in umgebenden Luftraum befunden hatte. Der Flugkapitän hatte die Befeuerung des in vier Kilometern zur Landebahn befindlichen Inner Markers als Beleuchtung einer herannahenden Maschine fehlinterpretiert und exzessive Steuerbefehle vorgenommen, um einer durch ihn befürchteten Kollision zu entgehen. Auf diese Weise kam es zum Kontrollverlust und Absturz der Maschine.